# Episodi di Sailor Moon
Lista degli episodi di Sailor Moon (美少女戦士セーラームーン?, Bishōjo senshi Sērā Mūn), prima serie dell'omonimo anime, trasposizione animata dei primi 14 capitoli del manga di Naoko Takeuchi. È stata trasmessa in Giappone su TV Asahi dal 7 marzo 1992 al 27 febbraio 1993.
In Italia il cartone  animato è stato mandato in onda su Canale 5 dal 21 febbraio al 14 aprile 1995.
La sigla originale di apertura è Moonlight densetsu (ムーンライト伝説? lett. "La leggenda della luce lunare") di DALI, mentre quelle di chiusura sono HEART MOVING di Misae Takamatsu per gli ep. 1-26 e Princess Moon (プリンセス・ムーン?) di Ushio Hashimoto per gli ep. 27-46. 
La sigla italiana è cantata da Cristina D'Avena.

## Lista episodi
| Nº | Titolo italiano Giapponese 「Kanji」 - Rōmaji - Traduzione letterale | In onda           | In onda          |
| Nº | Titolo italiano Giapponese 「Kanji」 - Rōmaji - Traduzione letterale | Giapponese        | Italiano         |
| 1  | Una guerriera speciale 「泣き虫うさぎの華麗なる変身」 - Nakimushi Usagi no kareinaru henshin – "La splendida trasformazione della piagnucolona Usagi" | 7 marzo 1992      | 21 febbraio 1995 |
| 1  | Usagi Tsukino (Bunny) è una normale ragazza giapponese che frequenta la seconda media, piagnucolosa e un po' goffa, come lei stessa ammette, la cui vita subisce un cambiamento radicale il giorno in cui incontra una gatta parlante di nome Luna. Questa le spiega che lei è destinata a diventare Sailor Moon, una guerriera paladina della giustizia col compito di salvare la terra dalle forze del male e di cercare la principessa del regno della Luna, insieme ad altre compagne guerriere Sailor che la affiancheranno. La sua prima missione risulta essere quella di aiutare la sua migliore amica Naru Osaka (Nina) e sua madre proprietaria di un negozio di gioielleria. Ma ecco che nel momento di maggior difficoltà dello scontro viene salvata dal misterioso Tuxedo Kamen (Milord), abbigliato in smoking e cilindro, di cui la ragazza immediatamente s'innamora. Impara così ad utilizzare i suoi nuovi poteri per combattere i nemici in battaglia, che vogliono impossessarsi dell'energia vitale degli esseri umani. |                   |                  |
| 2  | Vedo e prevedo 「おしおきよ！占いハウスは妖魔の館」 - Oshioki yo! Uranai hausu wa yōma no yakata – "Vi punirò! La casa della fortuna è la dimora dello yōma" | 14 marzo 1992     | 22 febbraio 1995 |
| 2  | La Queen Beryl (regina Periglia) del Dark Kingdom (regno delle Tenebre) manda il suo servitore Jadeite (Jack) sulla Terra a raccogliere l'energia degli esseri umani, questo per poter risvegliare dal suo sonno la grande Queen Metaria (regina Metallia). Questi tramite un negozio di cartomanzia attira ed inganna un gran numero di persone desiderose di andare a farsi legger la mano e conoscer il proprio futuro, e mediante l'uso della carta del diavolo li rende servitori del male e ad essi ordina di esaudire ogni loro desiderio. Dopo aver osservato lo strano comportamento di alcuni dei suoi amici, tra cui Umino Gurio (Ubaldo), che vi si sono recati, Usagi (Bunny) si rende conto che sta succedendo qualcosa di strano e si reca, col supporto di Luna, ad indagare. |                   |                  |
| 3  | Lettere d'amore 「謎のねむり病、守れ乙女の恋する心」 - Nazo no nemuri-byō, mamore otome no koisuru kokoro – "La misteriosa malattia del sonno, proteggiamo i cuori innamorati delle fanciulle" | 21 marzo 1992     | 23 febbraio 1995 |
| 3  | Jadeite (Jack) raccoglie l'energia umana attraverso una spilla a forma di fiore, la flower brooch, che viene consegnata in regalo per posta a coloro le cui lettere d'amore vengono scelte per essere lette al programma Midnight Zero (Mezzanotte lettere d'amore in diretta) dalla stazione radio FM nº 10; E' luna piena a mezzanotte e nella sua cameretta Usagi (Bunny) segue il programma per radio... "...Nel mio diario segreto non faccio che parlare di te... Sei sempre nei miei pensieri... Non mi abbandoni mai amore mio... Vorrei tanto vederti... Vorrei tanto stringerti fra le mie braccia... Guardarti negli occhi e aprire il mio cuore e dirti quanto ti voglio bene...". La lettera letta è stata di inviata dalla professoressa d'inglese di Usagi (Bunny), Haruna Sakurada (Arianna), una delle prime vittime del piano nemico e di conseguenza Naru (Nina). La spilla ricevuta dal programma assorbe tutta l'energia dei sogni delle due vittime che si addormentano in un sonno profondo. Luna scopre il pericolo e convince Usagi (Bunny) ad indagare. Grazie alla penna del cambiamento (penna lunare) assume le sembianze di una speaker radiofonica e riesce ad entrare nella stazione radio. All'interno scopre che il presentatore del programma radio è Jadeite (Jack). Trasformatasi in Sailor Moon sconfigge il mostro; per fortuna proprio nel momento in cui si trova più in pericolo con il capo dei cattivi compare Tuxedo Kamen (Milord) ad aiutarla. L'indomani a scuola Usagi (Bunny) scrive una lettera d'amore pensando al suo eroe "Caro Milord...". |                   |                  |
| 4  | Cura dimagrante 「うさぎが教えます！スリムになる法」 - Usagi ga oshiemasu! Surimu ni naru hō – "Usagi t'insegnerà! Il modo per dimagrire" | 28 marzo 1992     | 24 febbraio 1995 |
| 4  | Usagi (Bunny) è ingrassata di qualche chilo e le è venuta l'ossessione del peso. Jadeite apre una palestra, la "Shapely" ("Beauty Gym"), che si occupa principalmente di far perdere peso in brevissimo tempo; in realtà si tratta d'una trappola appositamente escogitata per attrarre le persone in speciali capsule e rubare loro l'energia mediante i raggi Shape (raggi rinvigorenti). Usagi (Bunny) e le sue amiche decidono di entrare in questa palestra attirate dalla prova gratuita e per vedere come ha fatto la loro insegnante a perdere così tanto peso in un giorno solo. Usagi (Bunny), dopo essere fuggita, scoraggiata dalla troppa fatica, ci ritorna successivamente, pentita, insieme a Luna, e quest'ultima, vedendo la professoressa Haruna (Arianna) molto debilitata, la segue e scopre le capsule. Convinta Usagi (Bunny) a seguirla, e a trasformarsi in Sailor Moon, si confrontano con Jadeite, il quale però stavolta riesce a fuggire dopo aver raccolto una grande quantità d'energia umana, lasciando però Sailor Moon a lottare contro gli allenatori della palestra da lui manovrati nella mente mediante un diadema. Attaccata da quest'ultimi, Sailor Moon, spinta dal desiderio di dimagrire col combattimento per essere in splendida forma fisica, reagisce lottando con tutta la sua forza e distruggendo i diademi libera i malcapitati dall'incantesimo. |                   |                  |
| 5  | Profumo di trappola 「妖魔の香り！シャネラーは愛を盗む」 - Yōma no kaori! Shanēra wa ai o nusumu – "Profumo di yōma! Lo Chanera ruba l'amore" | 11 aprile 1992    | 25 febbraio 1995 |
| 5  | Usagi (Bunny) cerca di convincere la famiglia ad accettare Luna in casa come animale domestico; c'è il problema però che il fratellino, Shingo (Sam), prova una paura incontenibile nei confronti dei gatti. In un negozio di animali riceve in regalo una misteriosa creatura, un Chanera (un Profumoso), la cui specie emette un profumo gradevole, questi però ipnotizzano gli avventori del negozio per convincerli a portarli a casa e poi sottrarre loro l'energia. Usagi (Bunny) vede che anche molti suoi compagni di scuola possiedono un Chanera e che ciò ha prodotto una radicale trasformazione negativa in loro portandoli ad odiare ogni altro animale, e al non voler fare altro che osservarli. Usagi (Bunny) decide quindi di indagare, ma finisce per esser ipnotizzata. Liberata da Luna e dopo aver cercato di salvare il fratello, si trasforma in Sailor Moon e irrompe nel negozio. Qui viene accolta dallo yōma Iguara, mostro del Dark Kingdom (regno delle Tenebre), che le invia contro i ragazzi ipnotizzati, Shingo (Sam) compreso, che libera grazie ad un nuovo potere, il "Moon Tiara Stardust" ("Cristallo di Luna Polvere di Stelle"). Iguara attacca quindi Sailor Moon che, grazie a Luna, individua il suo punto debole uccidendola. Successivamente Shingo (Sam) chiede un autografo a Sailor Moon e quest'ultima, dopo essersi nascosta, gli fa promettere di esser gentile con Luna. |                   |                  |
| 6  | Musica e amore 「守れ恋の曲！うさぎはキューピッド」 - Mamore koi no kyoku! Usagi wa Kyūpiddo – "Proteggiamo le canzoni d'amore! Usagi fa da Cupido" | 18 aprile 1992    | 27 febbraio 1995 |
| 6  | Jadeite, tramite una particolare registrazione impressa in una musicassetta, assorbe tutta l'energia di coloro che l'ascoltano grazie a delle onde subliminali ad alta frequenza. Il nastro però entra accidentalmente in possesso d'un pianista che suona musica Easy listening, Yusuke Amade, che inizia pertanto ad esser perseguitato. Dopo uno scontro con Usagi (Bunny), Yusuke inizialmente crede che Usagi (Bunny) sia il mostro che lo vuole uccidere, ma i due chiariscono subito il malinteso in una passeggiata nella pioggia in cui lei scopre che è il pianista delle dolci canzoni dell'album di Naru Osaka (Nina), ascoltato nella cameretta dell'amica. Luna comprende che è perseguitato da uno yōma e decidono quindi di seguirlo e di proteggerlo. Con la penna del cambiamento (penna lunare) Usagi (Bunny) si trasforma in una bella ragazza e si intrufola in un piano bar dove Yusuke si esibisce. A fine performance, scendendo con l'ascensore nei sotterranei per accedere al garage, il sig. Amade viene attaccato dal mostro e cade a terra preoccupato per l'audiocassetta sottrattagli. Usagi (Bunny) corre in suo aiuto con Luna e i tre partono in auto per recuperare la cassetta che ha un significato speciale per l'uomo tattandosi di un pezzo scritto per Akiko, la donna di cui è innamorato. Giunti allo studio di registrazione di Akiko, scoprono che lo yōma tiene in ostaggio la donna in cambio della cassetta. Sailor Moon e Luna salvano la situazione sconfiggendo il mostro. Nella cameretta di Naru (Nina) Usagi (Bunny) ascolta sognante con l'amica la musica di Yusuke, felice di sapere che si è sposato con Akiko. |                   |                  |
| 7  | La strada del successo 「うさぎ反省！スターの道はきびしい」 - Usagi hansei! Sutā no michi wa kibishī – "Usagi impara una lezione! La strada per la celebrità è estenuante" | 25 aprile 1992    | 28 febbraio 1995 |
| 7  | Un grande concorso per giovani talenti, il Cinderella Caravan (Concorso Cenerentola), si svolge in presenza di una famosa idol, Mikan Shiratori; purtroppo però lo yōma Derella, inviato da Jadeite, ha già preso il posto di Mikan. Utilizzando il concorso, e delle misteriose onde, a Tokyo molti iniziano a dedicarsi solo ad allenarsi per diventare delle celebrità e grazie a dei timbri fatti sulle mani di coloro che partecipano al concorso, Jadeite raccoglie la loro energia. Usagi (Bunny) non vi partecipa ma va ad assistere alla prova finale e lì capisce che c'è qualcosa di strano. Nonostante la paura si trasforma e combatte contro Derella e lo sconfigge facendo tornare tutto alla normalità. |                   |                  |
| 8  | Un mostro… ma di bravura 「天才少女は妖魔なの？恐怖の洗脳塾」 - Tensai shōjo wa yōma na no? Kyōfu no sennōjuku – "La ragazza genio è uno yōma? Il pauroso istituto del lavaggio del cervello" | 2 maggio 1992     | 1º marzo 1995    |
| 8  | Luna si rende conto di una forte energia che circonda una delle compagne di scuola di Usagi, Ami Mizuno (Amy), la più brava ed intelligente dell'intero Giappone, ed inizia ad indagare pensando che possa essere uno yōma. Ami (Amy) è una ragazza solitaria, non certo socievole né estroversa, e questo non fa che aumentar i sospetti della gattina parlante. Usagi (Bunny) però fa presto amicizia con lei, trovandola invece molto dolce, gentile e sensibile, venendo infine a sapere che frequenta una Gakushou juku, una scuola di preparazione. Il luogo è in realtà una trappola dei nemici, che utilizzano i dischetti con le lezioni da imparare per far il lavaggio del cervello ed assorbire l'energia degli studenti. Usagi (Bunny) si rende ben presto conto di cosa sta accadendo e si introduce nella scuola trasformata da medico. Scoperto chi è realmente lo yōma, si trasforma in Sailor Moon e Luna comprende che la strana energia di Ami (Amy) era dovuto al fatto che lei è in realtà Sailor Mercury. Collaborando le due guerriere riescono così ancora una volta a sconfiggere lo yōma inviato dal Dark Kingdom (Regno delle Tenebre). |                   |                  |
| 9  | Una lotta contro il tempo 「うさぎの災難！あわて時計にご用心」 - Usagi no sainan! Awate tokei ni goyōshin – "La sfortuna di Usagi! Attenta all'accelerare degli orologi" | 9 maggio 1992     | 2 marzo 1995     |
| 9  | Jadeite si rende conto che gli esseri umani rilasciano più energia quando sono sotto la pressione del tempo, mette così in piedi un negozio di falsi orologi. La madre di Usagi (Bunny) ne compra uno, si trova in tal modo ben presto rapinata della sua energia vitale; ma Ami (Amy) riesce presto a scoprire chi è che vende quegli strani orologi. Sailor Moon e Sailor Mercury allora affrontano e sconfiggono il male. |                   |                  |
| 10 | Il mistero dell'autobus scomparso 「呪われたバス！炎の戦士マーズ登場」 - Norowareta basu! Honō no senshi Māzu tōjō – "Il bus maledetto! Appare la guerriera delle fiamme Mars" | 16 maggio 1992    | 3 marzo 1995     |
| 10 | Da un po' di tempo a questa parte sembrano misteriosamente scomparire nel nulla molti degli autobus che partono dal tempio Hikawa. Usagi (Bunny) e Ami (Amy) vengono a sapere che in quel luogo vive una giovane sacerdotessa con misteriosi poteri di nome Rei Hino (Rea), decidono pertanto d'indagare; Luna sente subito una grandissima forza provenire dalla ragazza. Usagi (Bunny) e Rei (Rea) rimangono in seguito intrappolate all'interno d'uno di questi autobus e vengono teletrasportate in un'altra dimensione spaziotemporale, dove Rei (Rea) si scopre essere in realtà Sailor Mars, la 3ª guerriera sailor. Con l'aiuto di Tuxedo Kamen (Milord) le due riescono a vincere ancora una volta, mentre Sailor Mercury dalla Terra riesce a far aprire un portale e recuperare così le due compagne riportandole nel mondo reale. |                   |                  |
| 11 | Il parco dei divertimenti 「うさぎとレイ対決？夢ランドの悪夢」 - Usagi to Rei taiketsu? Yume rando no akumu – "Scontro tra Usagi e Rei? Un incubo nel paese dei sogni" | 23 maggio 1992    | 4 marzo 1995     |
| 11 | Queen Beryl inizia a perdere la pazienza con Jadeite, minacciando di eliminarlo se continua a fallire in modo così miserevole; egli allora fa ideare un parco di divertimenti per attrarre persone. Usagi, Ami e Rei, in compagnia di Luna, vi si recano dopo esser venute a conoscenza di ripetute e misteriose scomparse dei frequentatori di questo luna park; Usagi e Rei si trovano immediatamente in disaccordo, avendo caratteri diametralmente opposti. Dopo aver incontrato Mamoru Chiba, Rei prova subito una forte attrazione nei suoi confronti, mentre Usagi lo trova odioso in quanto viene spesso e volentieri da lui presa in giro. Infine le tre guerriere Sailor, anche stavolta con l'aiuto di Tuxedo Kamen, riescono a sconfiggere il male: ancora l'identità di quest'uomo mascherato rimane avvolta per le ragazze nel più fitto mistero. |                   |                  |
| 12 | Una romantica crociera 「私だって彼が欲しい！豪華船のワナ」 - Watashi datte kare ga hoshī! Gōka-sen no wana – "Voglio anch'io un fidanzato! Trappola sulla nave da crociera" | 30 maggio 1992    | 6 marzo 1995     |
| 12 | Rei vince due biglietti per una crociera di lusso, ma poiché non ha ancora un fidanzato decide di invitare al suo posto Ami. Usagi, gelosa, riesce ad infiltrarsi e salire così anche lei sulla nave. Ma questo è un altro degli sporchi piani di Jadeite per mettere in trappola i poveri umani provveduti ed assorbirgli così l'energia: le combattenti vestite alla marinara si trovano di fronte ad un nuovo male e dovranno questa volta impegnarsi davvero molto per cercar di far tornare tutto nuovamente alla normalità. |                   |                  |
| 13 | La fine di Jack 「女の子は団結よ！ジェダイトの最期」 - Onnanoko wa danketsu yo! Jedaito no saigo – "Ragazze unitevi! La fine di Jadeite" | 6 giugno 1992     | 7 marzo 1995     |
| 13 | Queen Beryl decide di dare un'ultima possibilità a Jadeite; se non riesce ad eliminare definitivamente le guerriere Sailor per lui si prospetta una gran brutta fine. Egli allora lancia una sfida all'ultimo sangue alle tre ragazze: la battaglia decisiva si svolgerà a mezzanotte all'aeroporto di Tokyo, minacciando di metter a ferro e fuoco l'intera città se non si presentassero all'appuntamento. Appena giunte, le tre debbono affrontare i suoi attacchi, ma con l'aiuto di Tuxedo Kamen riescono a confondere il nemico che rimane così ferito gravemente, anche se riesce a mettersi in fuga. Queen Beryl stavolta non è disposta a perdonar ulteriormente tali fallimenti e lo punisce, annientandolo: chiama poi a sostituirlo il 2º dei suoi quattro generali, Nephrite. |                   |                  |
| 14 | Un nuovo nemico per Sailor Moon 「新たなる強敵、ネフライト魔の紋章」 - Aratanaru kyōteki, Nefuraito ma no monshō – "Un nuovo potente nemico, Nephrite il culmine della malvagità" | 13 giugno 1992    | 8 marzo 1995     |
| 14 | A Nephrite, che ha sostituito Jadeite, è affidato il compito di raccogliere l'energia umana; egli utilizza un metodo che gli permette di collegarsi al potere delle stelle e venir così a sapere quali siano le persone che, in quel determinato momento, abbiano la possibilità di fornire la massima forza energetica. Suo primo obiettivo risulta essere una cara amica d'infanzia di Nina ed esperta giocatrice di tennis; assunta la falsa identità di "Sanjōin Masato" ("Johnny" nell'adattamento italiano) diventa l'allenatore della ragazza. Ma Naru si accorge che l'amica è cambiata del tutto improvvisamente, ossessionata dalla competitività e senza più un briciolo di sensibilità. Usagi indaga e come Sailor Moon, assieme alle altre guerriere, sventa il pericolo facendo ritornar l'amica di Naru alla normalità. |                   |                  |
| 15 | Pericolo al parco 「うさぎアセる！レイちゃん初デート」 - Usagi aseru! Rei-chan hatsu dēto – "Usagi fuori di sé! Il primo appuntamento di Rei" | 20 giugno 1992    | 9 marzo 1995     |
| 15 | Rei si dimostra sempre più interessata a Mamoru e cerca d'escogitare un piano per poter riuscire ad ottener un appuntamento con lui; anche se le cose in effetti non vanno del tutto come previsto, il ragazzo finisce con l'accettare di andar a bere un caffè assieme. Usagi, ingelosita, si mette a spiarli. Nephrite intanto elegge una nuova vittima, un anziano giardiniere preoccupato del fatto che il grande parco dove lavora sta per essere distrutto dalle ruspe per far posto ad un centro commerciale. Ami è preoccupata per il vecchio, che conosce fin da quando era una bambina; contemporaneamente in quello stesso parco finiscono per passeggiare assieme Rei e Mamoru (sempre seguiti di nascosto da Usagi). Quando appare lo yōma che ha preso possesso del corpo del vecchio le tre guerriere s'impegnano ad affrontarlo, ma solo dopo l'intervento di Tuxedo Kamen riescono a sventare la minaccia. Al termine dell'episodio Rei inizia a dubitare per la prima volta dell'identità di Mamoru. |                   |                  |
| 16 | Fiori d'arancio 「純白ドレスの夢！うさぎ花嫁になる」 - Junpaku doresu no yume! Usagi hanayome ni naru – "Il sogno dell'abito bianco! Usagi diventa una sposa" | 27 giugno 1992    | 10 marzo 1995    |
| 16 | Rei e Usagi si trovano coinvolte in un concorso: devono riuscire a confezionare il miglior abito da sposa. Nephrite ha intanto scelto proprio la professoressa Higure Akiyama (Rossella nell'adattamento italiano), insegnante di economia domestica di Usagi e Naru, come sua prossima vittima. Usagi trova sospetto il nuovo atteggiamento assunto dalla prof, così stranamente aggressivo ed egoista anche nei confronti del proprio fidanzato. Ma grazie all'aiuto della sua penna magica, eccola trasformata in una sposa in modo da accedere alla gara. Anche stavolta le guerriere Sailor affronteranno e sconfiggeranno il male, facendo rinsavire l'insegnante posseduta dal mostro e portandola a riconciliarsi col suo futuro sposo. |                   |                  |
| 17 | Tutti in posa 「モデルはうさぎ？妖魔カメラの熱写」 - Moderu wa Usagi? Yōma kamera no nessha – "La modella è Usagi? La messa a fuoco della macchina fotografica dello yōma" | 4 luglio 1992     | 11 marzo 1995    |
| 17 | Usagi viene scelta per far da modella ad un famoso fotografo, giovane allievo di una scuola vicina a quella da lei frequentata, il quale è però anche l'ultima vittima di Nephrite. Luna sospetta immediatamente che qualcosa non va per il verso giusto e presto viene a conoscenza che la macchina fotografica utilizzata dal ragazzo in realtà fa svanire nel nulla tutte le giovani che vengono via via ritratte. Quando Sailor Moon fa la sua apparizione lo yōma fuoriuscito dalla fotocamera combatterà contro di lei. |                   |                  |
| 18 | Sam e le bambole 「進悟の純情！哀しみのフランス人形」 - Shingo no junjō! Kanashimi no furansu ningyō – "L'innocente amore di Shingo! Una triste bambola francese" | 11 luglio 1992    | 13 marzo 1995    |
| 18 | Zoisite, un altro dei 4 generali, inizia a discutere con Nephrite dei suoi continui fallimenti, ma questi sceglie di continuare a lavorare per conto proprio. La sua nuova vittima è una delle compagne di classe di Shingo, il fratellino di Usagi; una bambina con una bravura eccezionale nel progettar bambole. Durante la ricreazione lei vuole regalargliene una ma il ragazzino, che in realtà ha una cotta per lei, per non farsi prender in giro dai compagni rifiuta bruscamente rompendola dopo averla fatta cadere per sbaglio. Col cuoricino colmo di tristezza la piccola si rinchiude nella sua stanza rifiutandosi d'uscirne. Nephrite ne approfitta, sfruttando il sentimento energetico negativo della bambina ed impersonata l'identità d'un espositore di bambole si offre di lanciarne la carriera. Da allora in poi la piccola diviene fredda ed ossessionata dal desiderio di crear bambole sempre più belle e perfette. Usagi viene a sapere cos'ha combinato il fratello e lo costringe a recarsi a casa dalla compagna per chiederle scusa; resasi infine conto ch'è stata posseduta dal male si trasforma in Sailor Moon e lo sconfigge. Tornata alla normalità la piccola si riconcilia con Shingo. |                   |                  |
| 19 | Cara Sailor Moon… 「うさぎ感激！タキシード仮面の恋文」 - Usagi kangeki! Takishīdo Kamen no raburetā – "Usagi entusiasta! La lettera d'amore di Tuxedo Kamen" | 25 luglio 1992    | 14 marzo 1995    |
| 19 | Nephrite manda lettere d'amore a tutte le ragazze della città firmate "Tuxedo Kamen", sperando che tra quelle che risponderanno all'invito ci sia anche Sailor Moon: è una sporca trappola per cercar di catturarla. Usagi, conoscendo Tuxedo Kamen, risponde, ed anche Naru la quale sospetta che Tuxedo Kamen non sia altri che Sanjōin, l'allenatore di tennis di cui s'è innamorata a prima vista. Nephrite la attacca pensando che sia lei Sailor Moon; purtroppo per lui però giungono le guerriere Sailor che lo mettono presto in fuga. |                   |                  |
| 20 | Il fantasma 「夏よ海よ青春よ！おまけに幽霊もよ！」 - Natsu yo umi yo seishun yo! Omake ni yūrei mo yo – "Estate, mare, gioventù! E inoltre anche un fantasma" | 1º agosto 1992    | 15 marzo 1995    |
| 20 | Usagi, Ami e Rei vanno al mare, avendo trovato un albergo ad ottimo prezzo; è una spiaggia fuori mano lontana da ogni segno di civiltà e l'albergo in cui alloggiano è in realtà un antico palazzo dove i fantasmi abbondano. Fanno ben presto amicizia con la figlia del proprietario della villa, una ragazzina con notevoli poteri soprannaturali. Si devono scontrare però col suo vecchio padre, che si rifiuta di far fare amicizie alla figlia, costringendola invece costantemente a concentrarsi per sviluppar sempre più i propri poteri paranormali. Al massimo della tensione, la piccola riesce a risvegliare un fantasma potentissimo che sfugge dal suo stesso controllo mettendo in pericolo di vita lo stesso padre: solo le guerriere Sailor riusciranno a sopraffarlo. L'episodio si conclude con l'uomo che, compresi i suoi egoistici errori, decide di lasciar d'ora in poi la figlia a godersi la sua sacrosanta infanzia. |                   |                  |
| 21 | Cartoni animati in pericolo 「子供達の夢守れ！アニメに結ぶ友情」 - Kodomotachi no yume mamore! Anime ni musubu yūjō – "Proteggiamo i sogni dei bambini! L'amicizia collegata agli anime!" | 8 agosto 1992     | 16 marzo 1995    |
| 21 | Nuovo obiettivo e vittima predestinata di Nephrite è una disegnatrice di anime che lavora negli studi dove si produce la storia di Sailor V. La sua più cara amica e collaboratrice nota però un negativo cambiamento nel carattere della disegnatrice: il potere maligno, nascosto nella matita che utilizzava, finalmente fuoriesce per esser reso inoffensivo dalle tre guerriere. Nella parte finale dell'episodio, le due artiste riconciliate proseguono il progetto per un film d'animazione su Sailor V. |                   |                  |
| 22 | Una festa movimentata 「月下のロマンス！うさぎの初キッス」 - Gekka no romansu! Usagi no hatsu kissu – "Romanticismo sotto la luna! Il primo bacio di Usagi" | 15 agosto 1992    | 17 marzo 1995    |
| 22 | Queen Beryl vuole a tutti i costi entrare in possesso del magico Cristallo d'Argento, il gioiello che dà il potere alla principessa della Luna. Sulla Terra intanto l'erede di una ricca famiglia da una festa per mostrare i gioielli appartenuti nel tempo al suo casato; Luna pensa che potrebbe anche trattarsi della principessa che stanno cercando e che tra i suoi gioielli vi sia anche il Cristallo d'Argento. Contemporaneamente Mamoru ha un sogno ricorrente in cui una donna lo prega d'aiutarlo a cercar il Cristallo d'Argento. Nephrite si lancia all'attacco ma presto giungono sia le guerriere sia Tuxedo Kamen, mettendolo in tal modo in fuga. Non era la ragazza umana la principessa e nessuno dei suoi gioielli corrisponde in realtà al cristallo; alla fine dell'episodio Usagi si ubriaca alla festa e, in mezzo alla confusione, Tuxedo Kamen la bacia al chiaro di luna. |                   |                  |
| 23 | Un amore impossibile 「流れ星に願いを！なるちゃんの純愛」 - Nagareboshi ni negai o! Naru-chan no jun'ai – "Esprimere un desiderio a una stella cadente! L'amore puro di Naru" | 22 agosto 1992    | 18 marzo 1995    |
| 23 | Nephrite è appena entrato in possesso del cristallo nero, oggetto con cui spera di trovar il Cristallo d'Argento. Intanto Usagi cerca di convincere Naru che "Sanjōin" è in realtà un uomo cattivo, ma la ragazza non se ne dà per vinta e non l'ascolta; Nephrite a questo punto cerca astutamente di sfruttar i buoni sentimenti provati nei suoi confronti da Naru per farsi rivelare chi sia in realtà Sailor Moon. Lei non lo sa, ma si offre di rubare uno dei gioielli della madre, credendo sia il Cristallo d'Argento, correndo subito dopo a consegnarlo a Nephrite. Zoisite e Kunzite mettono in atto un piano per sbarazzarsi di Nephrite e Naru, e gl'inviano contro uno yōma; le guerriere vestite alla marinara lo affrontano faccia a faccia, ma proprio mentre Nina si trova in pericolo ecco che Nephrite le salva la vita (senza sapere bene neanche lui perché l'abbia fatto). Dopo che lo yōma è stato sconfitto Nephrite si ritira: Sailor Moon fatica proprio a credere ch'egli sia tutto ad un tratto diventato buono. |                   |                  |
| 24 | Addio, Nevius 「なるちゃん号泣！ネフライト愛の死」 - Naru-chan gōkyū! Nefuraito ai no shi – "Il pianto di Naru! La morte per amore di Nephrite" | 29 agosto 1992    | 20 marzo 1995    |
| 24 | Naru pur avendo capito che Nephrite è un nemico di Sailor Moon non riesce a dimenticarlo e continua ancora di nascosto a vedere Nephrite, e il generale decide di usare i sentimenti della ragazza a suo vantaggio e venuto a trovarla di notte fingendo di essere cambiato le domanda se conosce le identità di Sailor Moon e delle guerriere Sailor in modo da poterle contattare e unirsi a loro quando in realtà vuole scoprire le loro identità segrete per poterle attaccare con più facilità ma Naru ammette con sincerità di non conoscerle e che se lo sapesse glielo direbbe volentieri. Nephrite intuisce che la ragazza seppur gli abbia detto la verità potrebbe non rendersi conto di conoscere la reale identità delle guerriere Sailor capendo che potrebbero essere delle sue amiche così decide di tenerla d'occhio per vedere se le cose stanno in quel modo. Naru telefona poco dopo a Usagi dicendole che Nephrite sta cercando di uscire dai guai e che vorrebbe incontrare Sailor Moon per unirsi a lei e alle guerriere Sailor. Usagi decide di andare da Naru con Luna per dare all'amica dei consigli su come aiutarla a risolvere la situazione mentre Nephrite che ha origliato la conversazione decide di verificare se Usagi sia Sailor Moon. Poco dopo Nephrite lancia contro Usagi un attacco e la costringe a rivelarsi confermando i suoi sospetti e scoprendo così il segreto della ragazza ma in soccorso di Usagi giunge Tuxido Mask ma proprio quando il combattimento sta per proseguire Nephrite sentendo Naru in pericolo interrompe lo scontro e si ritira andando a casa della ragazza e scopre che è stata rapita da Zoisite che vuole in cambio della vita della ragazza il cristallo nero di Nephrite. Il generale seppur in un primo momento rifiuti di voler salvare Naru realizzando dentro di sè di essersi innamorato di lei decide di salvarla. Fatta irruzione nel nascondiglio dove gli yōma di Zoisite hanno rinchiuso Naru li mette fuori combattimento e libera la ragazza quando entrambi credono di essere ormai al sicuro e Naru riesce perfino a far sorridere Nephrite arrivando a domandargli di uscire con lei una volta che tutta la faccenda sarà risolta cosa che il generale seppur stranito dalla richiesta accetta di fare con piacere ma proprio in quel momento vengono rintracciati dai nemici ed entrambi vengono nuovamente coinvolti in un nuovo combattimento con degli yōma mandatigli contro da Zoisite. Nephrite rimane ferito gravemente e Naru, mettendo a rischio la propria stessa incolumità fisica, gli rimane accanto cercando d'aiutarlo: Nephrite comincia a capire in cosa consista effettivamente la parola amore, ha infine scoperto anche lui la gioia e il calore degli esseri umani. Purtroppo per lui durante il suo tentativo di difendere la ragazza è rimasto colpito a morte mentre Zoisite si impadronisce del cristallo nero dell'ormai ex compagno ma prima di andarsene ordina agli yōma di far soffrire Nephrite prima di lasciarlo morire; per fortuna giungono in tempo le tre guerriere e annientano gli yōma, salvando entrambi comprendendo che Nephrite si è davvero pentito del male che ha fatto tentano di salvarlo ma oramai è troppo tardi e Nephrite muore col sorriso nelle labbra tra le braccia di Naru che piange in lacrime la morte dell'amato generale. |                   |                  |
| 25 | Sailor Jupiter 「恋する怪力少女、ジュピターちゃん」 - Koisuru kairiki shōjo, Jupitā-chan – "La forzuta ragazza innamorata, Jupiter" | 5 settembre 1992  | 21 marzo 1995    |
| 25 | Queen Beryl invia Zoisite sulla Terra a cercare, con l'aiuto di un cristallo nero potenziato, i sette cristalli dell'arcobaleno, attraverso i quali a sua volta si può individuare il Cristallo d'Argento. Questi si trovano all'interno dei corpi reincarnati dei 7 Daiyōma (Sette Malvagi nell'adattamento italiano) un tempo parte del Dark Kingdom ma poi sigillati da Queen Serenity, ora sono esseri umani senza alcun ricordo della loro vita precedente. Usagi incontra Makoto Kino e ne diventa presto amica; è una ragazza che dimostra possedere una gran forza da poco trasferitasi nella stessa scuola di Usagi. Un giorno vanno nella sala giochi ove lavora Motoki Furuhata e qui Motoki mostra una gran abilità coi videogames, anche se nota un ragazzo che sembra ancora più bravo di lei. Lo seguono fino a quando Zoisite lo attacca: è difatti il primo dei 7 Daiyōma, s'impossessa quindi del suo cristallo e lo trasforma in uno yōma. Contemporaneamente Luna si rende conto che Makoto è Sailor Jupiter; assieme sconfiggono il nemico ed impiegando lo scettro lunare Sailor Moon fa ritornare alla normalità il ragazzo. |                   |                  |
| 26 | La forza dell'amicizia 「なるちゃんに笑顔を！うさぎの友情」 - Naru-chan ni egao o! Usagi no yūjō – "Sorridere a Naru! L'amicizia di Usagi" | 12 settembre 1992 | 22 marzo 1995    |
| 26 | Naru è ancora molto triste per la perdita dell'amato Nephrite e Usagi cerca di tirarle un po' su il morale. Incontrano un prete cattolico il quale non è altri che il secondo dei 7 Daiyōma; sul posto appare Zoisite che cerca d'impossessarsi del frammento del suo cristallo. Mamoru Chiba intanto continua a fare strani sogni visionari che non riesce ben a comprendere, fino a quando ha la rivelazione sulla sua stessa identità: egli è Tuxedo Kamen. Le guerriere Sailor affrontano lo yōma fuoriuscito dal sacerdote, ma alla fine il suo cristallo viene raccolto proprio da Tuxedo Kamen apparso all'improvviso. Al termine dell'episodio Naru sembra aver recuperato un po' di fiducia grazie alla forza dell'amicizia che sente attorno a lei. |                   |                  |
| 27 | Un ammiratore di Amy 「亜美ちゃんへの恋！？未来予知の少年」 - Ami-chan e no koi!? Mirai yochi no shōnen – "Un amore per Ami!? Il ragazzo che può predire il futuro" | 10 ottobre 1992   | 23 marzo 1995    |
| 27 | Ami rimane sorpresa del fatto che un ragazzo sia riuscito ad ottener il più alto punteggio ai test mensili scolastici, superandola per la prima volta; egli in realtà prova una grande ammirazione per la ragazza ed anzi segretamente la ama. Usagi vorrebbe subito vederli felicemente insieme, ma il ragazzo (che si chiama Ryo Urawa) ha le sue buone ragioni per starle lontano; è difatti uno dei 7 Daiyōma e ne è a conoscenza, ha difatti il potere di predire il futuro e sa di essere in pericolo. Zoisite lo attacca per liberar il demone che è in lui ma Sailor Mercury riesce a portarlo in salvo e nasconderlo: Ryo sa che la guerriera Sailor è in realtà Ami, dimostrando una gran maturità e saggezza per la sua giovane età. Zoisite torna alla carica ma viene fermato dalle guerriere le quali prendono in consegna il terzo frammento del cristallo dell'arcobaleno. Alla fine il giovane deve trasferirsi in un'altra città, ma Ami promette di attendere fiduciosa il suo ritorno. |                   |                  |
| 28 | Disegni d'amore 「恋のイラスト、うさぎと衛が接近？」 - Koi no irasuto, Usagi to Mamoru ga sekkin? – "Illustrazioni d'amore, Usagi e Mamoru si avvicinano?" | 17 ottobre 1992   | 24 marzo 1995    |
| 28 | Una famosa pittrice, già molto brava ma con poca fiducia in se stessa, chiede a Usagi e Mamoru di fargli da modelli: mentre posano per lei nel suo studio la giovane dipinge con le loro fattezze una principessa innamorata accanto ad un cavaliere mascherato. La scena è molto simile ai sogni ricorrenti di Mamoru. La pittrice però non è altri che uno dei 7 Daiyōma, viene così attaccata da Zoisite che ne libera lo yōma; mentre le guerriere Sailor affrontano questa battaglia, Tuxedo Kamen s'impossessa del frammento di cristallo. |                   |                  |
| 29 | La ragazza di Moran 「大混戦！グチャグチャ恋の四角関係」 - Dai konsen! Guchagucha koi no shikaku kankei – "Grande mischia! Lo stucchevole quadrangolo amoroso" | 24 ottobre 1992   | 25 marzo 1995    |
| 29 | Usagi e Makoto sono entrambe infatuate del bel Motoki, il proprietario della sala giochi. Questi, ch'è un caro amico di Mamoru, assicura che le due sono per lui come due sorelle minori, niente di più, non essendo proprio capace di vederle in altra maniera. Si scopre inoltre ch'egli è felicemente fidanzato con una bella ragazza intelligente, la quale è però oltremodo confusa in quanto avrebbe la possibilità di trasferirsi all'estero per studiare, ma ha paura di allontanarsi da Motoki. Zoisite affronta la ragazza, ch'ella è un altro dei 7 Daiyōma dormienti; le guerriere Sailor l'aiutano a tornare nella sua forma umana, mentre il generale del Dark Kingdom s'impossessa del frammento di cristallo. Alla fine dell'episodio la fidanzata di Motoki decide di partire, mentre lui le promette d'attenderla. |                   |                  |
| 30 | Un mostro inatteso 「お爺ちゃん乱心、レイちゃんの危機」 - Ojii-chan ranshin, Rei-chan no kiki – "Il nonno impazzito, la crisi di Rei" | 31 ottobre 1992   | 27 marzo 1995    |
| 30 | Rei è preoccupata perché suo nonno sembra da un po' di tempo comportarsi in modo alquanto strano: ha frequenti sbalzi d'umore e scoppi d'energia improvvisa. Zoisite lo prende di mira, in quanto si dimostra essere un altro dei 7 Daiyōma. Nel frattempo un ragazzo di nome Yuichiro Kumada giunge al tempio gestito dall'anziano chiedendo d'esser accolto come apprendista, e quando vede la sua giovane nipote s'innamora immediatamente. Il nonno di Rei inizia a sottoporre il ragazzo ad una serie estenuante d'allenamenti, facendo preoccupar la giovane per la salute d'entrambi. Ad un certo punto Zoisite risveglia il demone presente all'interno del nonno, che attacca così il tempio; Yuichiro cerca di protegger a costo della sua stessa vita Rei, ma sviene. Le guerriere Sailor riescono con fatica a farlo tornare alla normalità; Zoisite fugge col frammento recuperato mentre Rei, sorpresa dal grande valore dimostrato da Yuichiro, incomincia a vederlo on occhi diversi. |                   |                  |
| 31 | Un fidanzato per Luna 「恋されて追われて！ルナの最悪の日」 - Koisarete owarete! Runa no saiaku no hi – "Amata e inseguita! Il giorno peggiore di Luna" | 7 novembre 1992   | 28 marzo 1995    |
| 31 | Luna viene attaccata da un branco di gatti selvaggi, ma viene salvata appena in tempo da un gattone grande e grosso il quale dimostra d'amarla. Intanto le guerriere Sailor e Zoisite contemporaneamente s'avvicinano a quello che sembra esser il proprietario dell'ultimo frammento che compone il cristallo dell'arcobaleno, ovvero la ragazza proprietaria del gattone che ha protetto Luna. Identificatala Zoisite l'attacca, non riesce però nel suo intento e capisce che il demone dormiente si trova in realtà all'interno del gatto gigantesco e va alla sua caccia. Lo trova nelle fogne della città assieme a Luna, dopo esser stata nuovamente salvata da lui: anche dopo esser stato trasformato in uno yōma, mantiene desta la sua coscienza e si rifiuta di attaccare le guerriere Sailor, le quali riescono in tal modo facilmente a restituirgli il suo aspetto normale. Tuxedo Kamen, intanto, è riuscito ad impossessarsi del frammento. |                   |                  |
| 32 | Terrore al Luna Park 「海野の決心！なるちゃんは僕が守る」 - Umino no kesshin! Naru-chan wa boku ga mamoru – "La decisione di Umino! Proteggerò io Naru" | 14 novembre 1992  | 29 marzo 1995    |
| 32 | Gurio Umino mostra d'esser innamorato di Naru, la quale però insiste nel volerlo considerare solamente come un amico; mentre di dirigono assieme al luna park ecco che Usagi li segue di nascosto per poter vedere come va a finire. Umino indossa il costume e la maschera di Tuxedo Kamen, con l'intento di proteggere Naru e conquistare così il suo cuore: ma un vero mostro appare attaccandoli all'interno del parco e il povero Umino finisce presto KO. Dovrà pensarci Sailor Moon, che appare e si confronta con lo yōma e Zoisite. |                   |                  |
| 33 | La quinta guerriera Sailor 「最後のセーラー戦士、ヴィーナス登場」 - Saigo no Sērā senshi, Vīnasu tōjō – "L'ultima guerriera Sailor, appare Venus" | 21 novembre 1992  | 30 marzo 1995    |
| 33 | Zoisite si traveste come Sailor Moon fingendo di essere la paladina della giustizia; il suo intento è quello di attirare Tuxedo Kamen in una trappola, catturarlo e portargli via i frammenti. Appaiono anche le quattro guerriere ma vengono bloccate ed imprigionate da Kunzite; contemporaneamente Zoisite ferisce gravemente Tuxedo Kamen alla schiena, riuscendo inoltre a strappargli la maschera scoprendo così la sua vera identità. Tutto sembra definitivamente perduto, quand'ecco apparire una nuova guerriera, Sailor Venus, che ribalta la situazione. Zoisite e Kunzite debbono presto battere in ritirata. Accanto alla nuova guerriera v'è un altro gatto parlante, di nome Artemis, che mostra essere un caro amico di Luna. |                   |                  |
| 34 | La principessa della luna 「光輝く銀水晶！月のプリンセス登場」 - Hikari kagayaku Ginsuishō! Tsuki no purinsesu tōjō – "Lo scintillante Cristallo d'Argento! Appare la Principessa della Luna" | 28 novembre 1992  | 31 marzo 1995    |
| 34 | All'inizio le altre guerriere credono che Sailor Venus sia la principessa tanto cercata, ma ella nega recisamente. Il giorno seguente decidono di incontrarsi per pianificare un piano e prepararsi alla battaglia finale; Zoisite sfida Tuxedo Kamen ad un duello, la posta in palio sono i frammenti di cristallo, il quale accetta. Usagi incontra per la strada Mamoru il quale sembra ferito e decide di seguirlo, fino a quando appare Zoisite che li teletrasporta in una torre; i due contendenti appoggiano i rispettivi frammenti per terra prima di combattere, ma proprio in quel momento appare Kunzite e se ne appropria. Attaccati, Usagi e Mamoru cercano scampo all'interno di un ascensore: il ragazzo può così raccontare alla giovane che dopo un incidente occorsogli da bambino ha perso la memoria e che da quel momento sogna ricorrentemente una donna che le parla di un certo "Cristallo d'Argento" quale oggetto di fondamentale importanza. Egli non riesce a ricordare chi possa essere quella bellissima fanciulla. Zoisite intanto colpisce l'ascensore in cui due si sono rifugiati e a Usagi non rimane altro da fare che trasformarsi in Sailor Moon davanti agli occhi stupefatti di Mamoru. Lui stesso poi diviene Tuxedo Kamen ed alla fine si sacrifica per salvare la guerriera dalle grinfie del perfido Zoisite: Sailor Moon in lacrime invoca disperatamente l'aiuto dei frammenti di cristallo che riappaiono di colpo dinanzi a lei trasmutati in Cristallo d'Argento. Viene rivelata infine l'identità di entrambi: Usagi è la principessa della Luna, Serenity, mentre Mamoru è Endymion suo cavaliere e protettore. |                   |                  |
| 35 | Il regno della luna 「よみがえる記憶！うさぎと衛の過去」 - Yomigaeru kioku! Usagi to Mamoru no kako – "La memoria ritorna! Il passato di Usagi e Mamoru" | 5 dicembre 1992   | 1º aprile 1995   |
| 35 | Le altre guerriere Sailor, Luna e Artemis assistono infine all'apparizione di Serenity, la quale ha inoltre interamente recuperato la memoria: molto tempo addietro ella, principessa lunare, s'innamorò d'un giovane principe guerriero terrestre, Endymion. Entrambi giurarono solennemente l'uno all'altro amore eterno, ma purtroppo il destino non fu a loro favorevole. Zoisite e Kunzite sono intanto riusciti a mettersi in salvo, portando via con sé anche Mamoru/Tuxedo Kamen; a causa dei suoi ripetuti fallimenti Queen Beryl uccide Zoisite affidando tutto il potere a Kunzite, che giura eterna vendetta contro le guerriere Sailor. Usagi continua ad essere molto preoccupata per Mamoru che, per quanto ne sa lei, potrebbe addirittura esser già morto: decide pertanto di non voler più combattere. Kunzite affronta le quattro guerriere rimaste e Usagi sembra reagire, il sacrificio di Mamoru non sarà stato invano. Sailor Moon, con la potenza concessagli dallo scettro lunare entro cui si trova incastonato il Cristallo d'Argento, sconfigge Kunzite mettendolo in fuga. Le guerriere si ripromettono di far di tutto per proteggere la loro principessa, la quale continua a sentire nel profondo del cuore che Mamoru è vivo; con tale certezza decide di non arrendersi fino a quando non l'avrà trovato. |                   |                  |
| 36 | Un nemico inaspettato 「うさぎ混乱！タキシード仮面は悪？」 - Usagi konran! Takishīdo Kamen wa aku? – "Usagi confusa! Tuxedo Kamen è malvagio?" | 12 dicembre 1992  | 3 aprile 1995    |
| 36 | Minako Aino, alias Sailor Venus, si reca in un salone di bellezza assieme a Usagi per cercare di distrarla un po' dalle sue preoccupazioni e farle tornar il sorriso. Ma il luogo risulta essere una trappola: attraverso il casco da parrucchiere vengono difatti esaminati i capelli e confrontati con quelli raccolti da Kunzite durante l'ultima battaglia, questo per scoprire una volta per tutte l'autentica identità di Sailor Moon. Dopo uno strenuo combattimento il male viene ancora una volta battuto ma, per la gran delusione delle guerriere, appare anche Tuxedo Kamen che ora sembra essersi posizionato tra le file del nemico: questo accade perché Queen Beryl lo sta manipolando attraverso il lavaggio del cervello. |                   |                  |
| 37 | Lezioni di bon-ton 「めざせプリンセス？うさぎの珍特訓」 - Mezase purinsesu? Usagi no chintokkun – "Obiettivo principessa? La strana esercitazione di Usagi" | 19 dicembre 1992  | 4 aprile 1995    |
| 37 | Diverse ragazze, tra cui Usagi, iniziano a frequentare un corso di buone maniere che dovrebbe trasformarle in "vere principesse": Usagi crede in tal modo di poter migliorare se stessa e diventare degna del ruolo assegnatogli. Per esser ammesse occorre dimostrare una notevole abilità nel lancio del disco, che Usagi esegue molto bene, ma per il resto non sembra davvero essere troppo portata, imbranata com'è. Anche le altre guerriere decidono di andare per tenerla sott'occhio e presto il seminario di bon-ton si rivela esser una trappola di Kunzite per scoprire Sailor Moon (bravissima a lanciare il "disco lunare"). Il generale scarta subito Usagi, la quale non impara nulla e a cui va tutto storto: è troppo imbarazzante per poter esser una delicata principessa. Makoto ed Ami, che passano la selezione, finiscono per esser trasformate in statue; mentre Usagi, Minako e Rei debbono sbrigarsela da sole contro lo yōma. In finale, Kunzite ed Endymion mostrano aver profonde divergenze riguardo alla tattica d'adottare per sconfiggere le guerriere Sailor. |                   |                  |
| 38 | Avventura sulla neve 「雪よ山よ友情よ！やっぱり妖魔もよ」 - Yuki yo yama yo yūjō yo! Yappari yōma mo yo – "Neve, montagne, amicizia! E naturalmente, anche uno yōma!" | 26 dicembre 1992  | 5 aprile 1995    |
| 38 | Le nostre cinque eroine si trovano in una stazione sciistica, dove si terrà una gara per vedere chi è il miglior discesista. Il concorso è in realtà l'ennesimo sporco trucco messo in atto da Kunzite per scoprire l'identità di Sailor Moon, in quanto si ritiene possa essere una grande sciatrice; Usagi dimostra notevole abilità, ma Rei le è decisamente superiore, quindi viene attaccata. Rimaste entrambe intrappolate nella neve rinnovano, in quel frangente d'estremo pericolo, la loro amicizia e fedeltà reciproca: riusciranno infine a fuggire e sconfiggere lo yōma. Come risultato finale, le due si ritrovano a discutere e litigare in modo ancora più acceso di prima, con Rei che prende ferocemente in giro Usagi: dopo tutto è questo il suo modo per dimostrarle attaccamento ed affetto. |                   |                  |
| 39 | La lezione di pattinaggio 「妖魔とペア！？氷上の女王まこちゃん」 - Yōma to pea!? Hyōjō no joō Mako-chan – "Accoppiati con uno yōma!? Mako regina del ghiaccio" | 9 gennaio 1993    | 6 aprile 1995    |
| 39 | Saputo che Princess Serenity era la miglior pattinatrice del regno lunare, Kunzite prepara l'ennesima trappola per attirare Sailor Moon: si regalano lezioni di pattinaggio gratuite esclusivamente a gruppi composti da cinque ragazze. Ma quando si ritrovano in pista si scopre che Usagi è una frana mentre Makoto una pattinatrice provetta: Kunzite ha intanto fatto diventare i due maestri di pattinaggio, un ragazzo ed una ragazza fidanzati, degli yōma. Quando lei nota che il partner sembra interessarsi a Makoto, s'ingelosisce e dalla rabbia si trasforma; le guerriere vengono così a scoprire l'imbroglio. Contemporaneamente Tuxedo Kamen si oppone a Kunzite in quanto proprio non gli vanno giù tali trucchi e inganni, tanto che finisce con l'aiutare le guerriere Sailor. |                   |                  |
| 40 | Lo spirito del lago 「湖の伝説妖怪！うさぎ家族のきずな」 - Mizūmi no densetsu yōkai! Usagi kazoku no kizuna – "Il leggendario mostro del lago! Il legame della famiglia di Usagi" | 16 gennaio 1993   | 7 aprile 1995    |
| 40 | Usagi assieme a tutta la famiglia va in vacanza alle terme: secondo un'antica leggenda sul fondo del laghetto vicino è stato imprigionato da tempo immemorabile un demone. Usagi scorge in riva al lago Mamoru e cerca di parlargli per farlo rinsavire, ma lui è giunto lì solo per far rivivere lo yōma: Sailor Moon avrà bisogno di tutto l'aiuto delle altre guerriere, appena giunte provvidenzialmente, per rendere la creatura nuovamente inoffensiva. Mamoru si ritira, giurando però di tornare alla riscossa molto presto. |                   |                  |
| 41 | Il ritorno dei sette malvagi 「もう恋から逃げない！亜美と衛対決」 - Mō koi kara nigenai! Ami to Mamoru taiketsu – "Non scappare più dall'amore! Lo scontro tra Ami e Mamoru" | 23 gennaio 1993   | 8 aprile 1995    |
| 41 | Queen Beryl invia Endymion sulla Terra per catturare nuovamente le persone che contengono al loro interno i 7 Daiyōma, suo intento è quello di farli rivivere in un unico essere coi poteri di ognuno combinati e potenziati insieme. Mentre alcune delle guerriere cercano di proteggere il nonno di Rei, mentre Ami è determinata a proteggere Ryo, avendo oramai ammesso in cuor suo l'amore che prova nei suoi confronti. Sailor Mercury si trova così ad affrontare da sola Endymion, riuscendo nel contempo a salvare tutti quelli che erano stati da lui precedentemente catturati. Sailor Moon riesce a far tornare alla normalità Endymion/Tuxedo Kamen/Mamoru, ma la malvagia Queen Beryl ancora una volta riesce a catturarlo: questa volta è fermamente decisa a cancellare i suoi ricordi per sempre. |                   |                  |
| 42 | Un triste ricordo 「Ｓヴィーナスの過去、美奈子の悲劇」 - Sērā Vīnasu no kako, Minako no hiren – "Il passato di Sailor Venus, il tragico amore di Minako" | 30 gennaio 1993   | 10 aprile 1995   |
| 42 | Le guerriere Sailor, assieme a Luna e Artemis, stanno cercando l'ingresso che le dovrebbe condurre al Dark Kingdom, mentre l'astuto Kunzite porta sotto il suo controllo una poliziotta, cara amica di Sailor Venus quando questa viveva in Inghilterra. Sarà infine salvata, non prima però di essere venuti a conoscenza del triste passato che coinvolge Minako e le differenze che le hanno separate: difatti il marito della donna era l'ex fidanzato di Minako. Alla fine le due però sembrano essersi sinceramente riconciliate. |                   |                  |
| 43 | Litigio fasullo 「うさぎが孤立？Ｓ戦士達の大ゲンカ」 - Usagi ga koritsu? Sērā senshi-tachi no dai genka – "Usagi è isolata? Il grande litigio delle guerriere Sailor" | 6 febbraio 1993   | 11 aprile 1995   |
| 43 | Questa volta le guerriere Sailor mettono a punto un piano per far credere di essersi divise: Sailor Moon finge una rottura insanabile con le altre dimostrando di essere pronta a lasciare il gruppo. Questo al fine di attrarre il nemico e farsi indicar l'ingresso al Dark Kingdom, e così raggiungere Endymion e tentar di salvarlo. La messa in scena attira l'attenzione di Kunzite, che utilizza la giornalista di una famosa rivista di gossip per informarsi e indagare sulla situazione del tutto imprevista venutasi a creare. Si ha uno scontro acceso tra le guerriere e il generale nemico. |                   |                  |
| 44 | Un viaggio nel tempo 「うさぎの覚醒！超過去のメッセージ」 - Usagi no kakusei! Chōkako no messēji – "Il risveglio di Usagi! Messaggio dall'antico passato" | 13 febbraio 1993  | 12 aprile 1995   |
| 44 | Luna ed Artemis sono finalmente riusciti a trovare l'ingresso al mondo nemico, ma lungo la strada si trovano a dover affrontare Kunzite il quale riesce a spedire le guerriere in un altro mondo dimensionale parallelo: raggiungono invece il devastato Regno della Luna. Qui lo spirito della Queen Serenity narra la storia riguardante il loro passato e relativa missione. Molto tempo prima il regno era saggiamente governato dalla regina mentre sua figlia, Princess Serenity, era protetta da quattro guardie del corpo ovvero Sailor Mercury, Mars, Jupiter e Venus. La giovane principessa s'innamorò del bel Prince Endymion giurandogli immediatamente amore eterno, questo quando ancora tutto era in pace: ma Queen Beryl, colma d'invidia nei confronti della principessa, con l'aiuto degli yōma da lei controllati attacca il regno portando tristezza e distruzione. Durante la battaglia decisiva Endymion sacrifica la propria vita per la bella principessa cercando di portarle soccorso; Queen Serenity riuscì appena in tempo a sigillare i nemici, non prima però di vedere la sua adorata figlia perire. Allora decide, da perfetta regina, di donare a tutti una nuova opportunità, utilizzando tutto il suo potere e così sacrificandosi per far nuovamente reincarnare la figlia e le guerriere, questa volta sulla Terra. Assieme ad Endymion tornano pertanto a nascere come semplici esseri umani senza più alcun ricordo dell'antica tragedia vissuta: ma i nemici sono nel frattempo riusciti a liberarsi, è pertanto giunta l'ora per le guerriere Sailor di sconfiggerli definitivamente. Ritornate, dopo esser venute a sapere tutta la storia, là ove si trova Kunzite, lo battono: è giunto il momento di affrontare la malvagia regina del Dark Kingdom. |                   |                  |
| 45 | La resa dei conti 「セーラー戦士死す！悲壮なる最終戦」 - Sērā senshi shisu! Hisōnaru saishū-sen – "La morte delle guerriere Sailor! La valorosa ultima battaglia" | 20 febbraio 1993  | 13 aprile 1995   |
| 45 | Le guerriere s'incamminano verso quel punto del Polo Nord in cui si trova il Dark Kingdom per combattere Queen Beryl; ma lungo la strada si troveranno costrette ad affrontare i più forti e spietati avversari contro cui mai si siano scontrate. Nelle tragiche e violente battaglie che ne seguono, una ad una le guerriere Sailor sembrano soccombere, sacrificando la loro vita a difesa del bene e per proteggere la propria principessa. Sailor Moon, rimasta ora l'unica sopravvissuta, affronta con decisione ed insospettabile coraggio gli eventi, apprestandosi alla lotta finale contro Queen Beryl: deve sconfiggerla per poter salvare il mondo dalle sue mire malvagie. |                   |                  |
| 46 | La vittoria delle guerriere Sailor 「うさぎの想いは永遠に！新しき転生」 - Usagi no omoi wa eien ni! Atarashiki tensei – "I sentimenti di Usagi sono per sempre! Una nuova reincarnazione" | 27 febbraio 1993  | 14 aprile 1995   |
| 46 | Dopo che tutte le sue compagne hanno finito per soccombere davanti ai nemici, Sailor Moon giunge a destinazione finalmente faccia a faccia con Queen Beryl: Endymion, che ha subito il lavaggio del cervello dalla malvagia regina, attacca violentemente Sailor Moon del tutto intenzionato d ucciderla. La principessa guerriera non ha altra scelta che rispondere agli attacchi; ma nel momento di maggior pericolo ecco che ella riesce a far tornare alla normalità il ragazzo risvegliandolo dalla sua condizione di asservito ai poteri oscuri. Endymion si pone così a strenua difesa della sua principessa e viene ferito, non prima però di causare gravi danni a Queen Beryl, la quale fugge per andar a fondersi con la più potente entità del Dark Kingdom, ovvero Queen Metaria. Mamoru intanto sprona Sailor Moon alla vittoria per morire subito dopo tra le sue braccia: nello scontro finale, una drammatica battaglia contro Beryl/Metaria, utilizza tutta la potenza del Cristallo d'Argento. |                   |                  |